# Dym (singel)
Dym – drugi singel Lao Che z albumu Soundtrack.

## Notowania
| Lista (2013)                       | Najwyższa pozycja |
| ---------------------------------- | ----------------- |
| Lista przebojów Programu Trzeciego | 3                 |
| Extralista RDC                     | 11                |

## Teledysk
Klip „Dym” opublikowano premierowo w serwisie YouTube 28 marca 2013 r. Za realizację odpowiada Marcin Bors. Podczas nagrywania teledysku  20 stycznia 2013 roku w Rolling Tapes Studio w Srebrnej Górze utwór zarejestrowano na tzw. „setkę” – zatem wersja ta różni się od piosenki na albumie.
Utwór w wersji Eddiego Stevensa znajdował się pierwotnie na albumie Soundtrack.